# Когарко, Станислав Михайлович
Станислав Михайлович Когарко (род. 30 марта 1906 года, Санкт-Петербург — 29 августа 2008 года, Москва) — советский и российский учёный в области химической физики, доктор технических наук, ведущий научный сотрудник Института химической физики имени Н. Н. Семёнова Российской академии наук

## Биография
В 1928 году поступил на химическое отделение Ленинградского государственного университета. Вместе со всем курсом был переведён на спецфакультет Технологического института, который окончил в 1932 году. Получил направление на научную работу в Институт химической физики АН СССР, располагавшийся тогда в Ленинграде.
Кандидат технических наук (1939), ученик А. В. Загулина. После защиты перешёл в лабораторию А. С. Соколика.
С началом Великой Отечественной войны вместе с Институтом был эвакуирован в Казань. В 1943 году Институт был переведён в Москву. Когарко возглавил лабораторию двигателей. С 1947 года заместитель заведующего отделом горения Я. Б. Зельдовича. С 1953 года заведовал лабораторией горения газов. Входил в дирекцию Института.
Преподавал в Московском механическом институте (МИФИ), с 1960 по 1978 год заведующий кафедрой химической физики
Похоронен на Хованском кладбище.

## Научная деятельность
Фундаментальные результаты в области физики горения газов. При его участии решены задачи прикладного характера (исследование процессов в двигателях внутреннего сгорания и др.). В промышленность был внедрён ряд машин, устройств и процессов, в частности мощные прессы. Привлекался в качестве эксперта при расследовании причин катастрофических взрывов, в том числе на газовом промысле в Оренбурге в 1974 году.

## Награды
- Лауреат Государственной премии Российской Федерации за цикл работ «Инициирование и распространение волн детонации в открытом пространстве» (2002, с В. А. Левиным, Г. Г. Чёрным, А. А. Борисовым, В. В. Марковым, А. А. Васильевым, В. П. Коробейниковым (посмертно), В. В. Митрофановым (посмертно)[3])